# أنبوب تفريغ

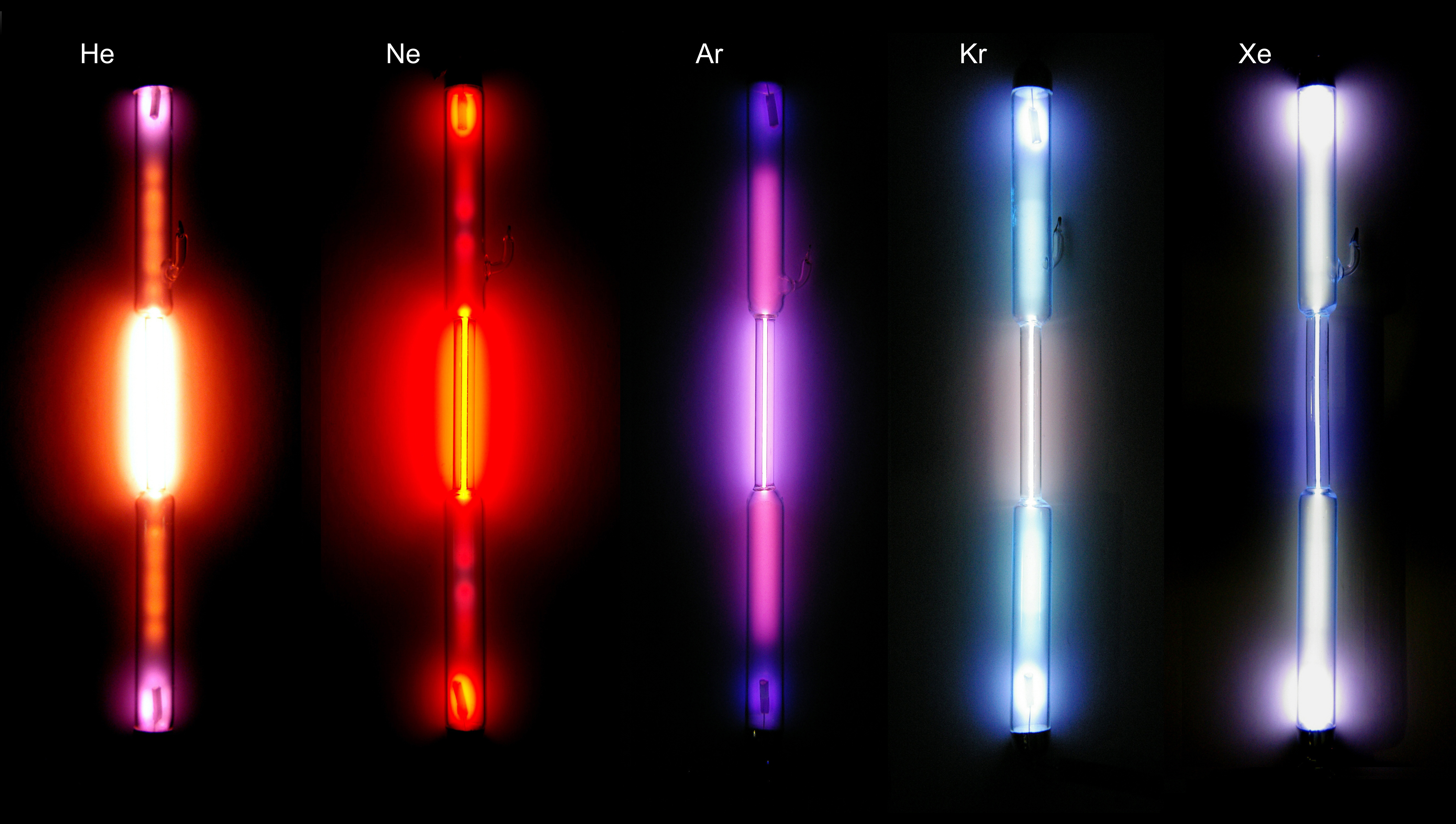
أنابيب تفريغ حاوية على غازات نبيلة

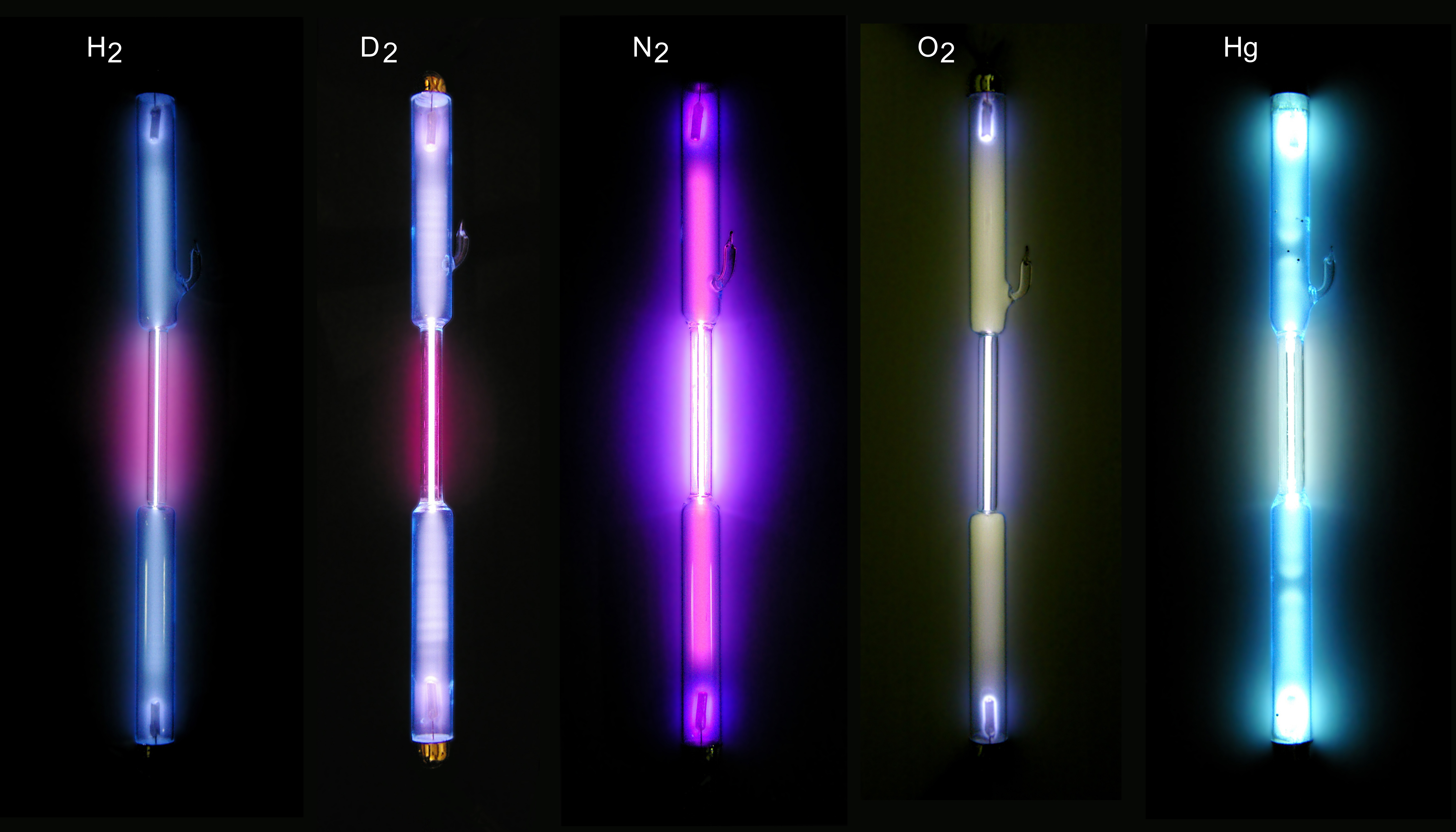
أنابيب تفريغ حاوية على غازات لعناصر مختلفة

أنبوب تفريغ الغاز أو الأنبوب المملوء بالغاز، والمعروف سابقاً باسم أنبوب بلوكر،  عبارة عن ترتيب من الأقطاب الكهربائية موجودة داخل أنبوب زجاجي حاوي على غاز. تستغل الأنابيب المملوءة بالغاز الظواهر المتعلقة بالتفريغ الكهربائي في الغازات، وتعمل عن طريق  تأين الغاز بتسليط حد أدنى معين من الجهد الكهربائي يكفي لإحداث التوصيل الكهربائي من خلال الظواهر الأساسية لتفريغ تاونسند (بالإنجليزية: Townsend discharge). فإن ذلك يؤدي إلى حدوث تفريغ كهربائي في الغاز ينتج عنه ضوء مميز حسب نوع الغاز المستخدم. لذلك تعد أنابيب التفريغ من حيث المبدأ الأساس للعديد من مصابيح الإضاءة.

## الغازات المستعملة

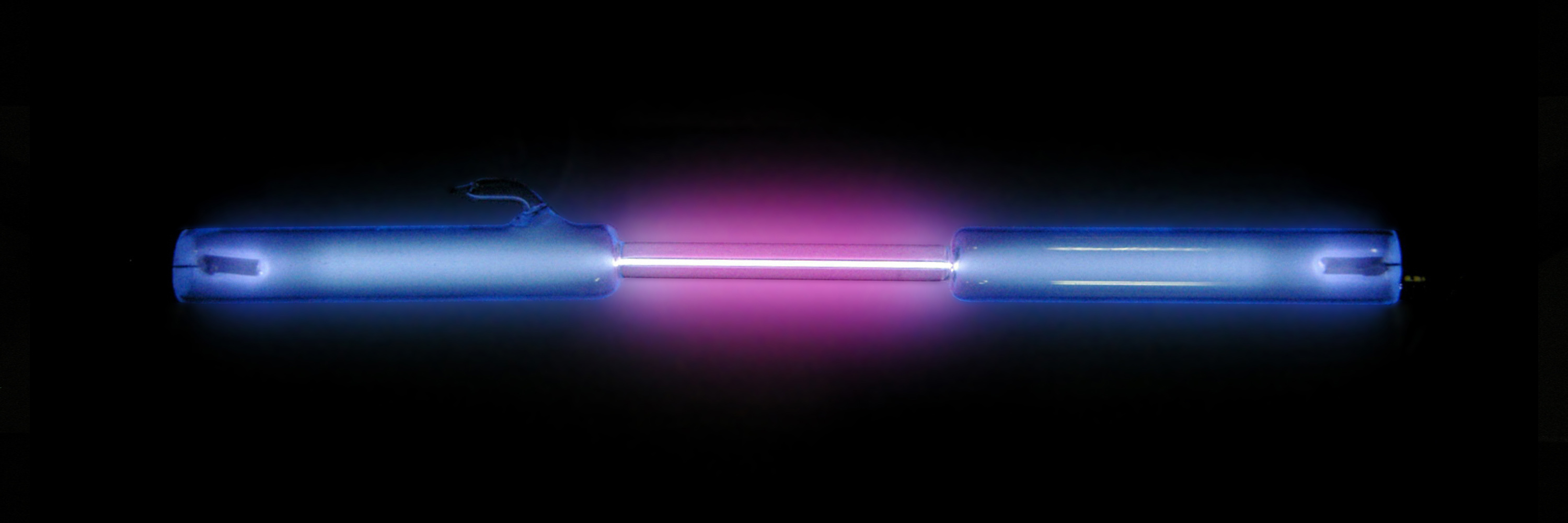
أنبوب تفريغ الهيدروجين

### الهيدروجين
يستعمل الهيدروجين في أنابيب التفريغ ذات الإقلاع السريع مثل ثيراترون وديكاترون وكريترون. إن الوقت اللازم لتركيب وإصلاح أنابيب التفريغ الحاوية على الهيدروجين أقصر من غيرها مقارنة مع باقي الغازات. يمكن أن ينتج الهيدروجين داخل انبوب التفريغ وذلك عن طريق تخزينه على شكل هيدريد فلزي يسخّن بوشيعة إضافية مما يحرر الهيدروجين كما في أنابيب ثيراترون.
يستخدم الديوتيريوم نظير الهيدروجين في ملء أبيب التفريغ المستخدمة في مصابيح الأشعة فوق البنفسجية المستخدمة في مطيافية الأشعة فوق البنفسجية-المرئية. إن أنابيب التفريغ الحاوية على الديوتيريوم لها جهد انهيار أعلى من الحاوية على الهيدروجين. تستعمل أنابيب التفريغ الحاوية على الديوتيريوم عندما يكون هناك ضرورة لتطبيق جهد عالي. على سبيل المثال، فإن أنبوب التفريغ ثيراترون CX1140 لديه جهد مصعدي قدره 25 كيلو فولت، في حين أن مشابهه الحاوي على الديوتيريوم CX1159 له جهد مصعدي قدره 33 كيلو فولت.

### الغازات النبيلة
تعد الغازات النبيلة أكثر الغازات استعمالاً في أنابيب التفريغ وذلك في مجال الإضاءة أو صنع المبدلّات. أظهرت أنابيب التفريغ الحاوية على الغازات النبيلة خواص كهربائية أفضل من نظيرتها الحاوية على الزئبق.